# Championnats du monde de duathlon cross
Les championnats du monde de duathlon cross sont les championnats du monde de duathlon pour la discipline appelée cross duathlon. Ils sont organisés depuis 2022 et annuellement par la Fédération internationale de triathlon (World Triathlon).

## Palmarès
| Année | Homme                      | Homme                            | Homme                       | Femme                     | Femme                       | Femme                       |
| Année | Médaille d'or              | Médaille d'argent                | Médaille de bronze          | Médaille d'or             | Médaille d'argent           | Médaille de bronze          |
| ----- | -------------------------- | -------------------------------- | --------------------------- | ------------------------- | --------------------------- | --------------------------- |
| 2022  | Thibaut De Smet Belgique   | Sébastien Carabin Belgique       | Alessandro Saravalle Italie | Eleonora Peroncini Italie | Carina Wasle Autriche       | Noor Dekker Pays-Bas        |
| 2023  | Sébastien Carabin Belgique | Jens Emil Sloth Nielsen Danemark | Alessandro Saravalle Italie | Diede Diederiks Pays-Bas  | Anna Zehnder Suisse         | Eva García Gonzalez Espagne |
| 2024  | Michele Bonacina Italie    | Sébastien Carabin Belgique       | Benjamin Forbes Australie   | Marta Menditto Italie     | Kristína Lapinová Slovaquie | Maeve Kennedy Australie     |
| 2025  | Thibaut De Smet Belgique   | Sébastien Carabin Belgique       | Arthur Forissier France     | Anna Zehnder Suisse       | Noemi Bogiatto Italie       | Laura Gillard Australie     |

## Éditions
| Édition | Lieu        | Pays      | Date         |
| ------- | ----------- | --------- | ------------ |
| 2022    | Târgu Mureș | Roumanie  | 6 juin 2022  |
| 2023    | Ibiza       | Espagne   | 3 mai 2023   |
| 2024    | Townsville  | Australie | 22 août 2023 |
| 2025    | Pontevedra  | Espagne   | 26 juin 2025 |

## Tableau des médailles
| Rg. | Pays      | Médaille d'or, Coupe du Monde | Médaille d'argent, Coupe du Monde | Médaille de bronze, Coupe du Monde |   |
| --- | --------- | ----------------------------- | --------------------------------- | ---------------------------------- | - |
| 1   | Belgique  | 3                             | 3                                 |                                    | 6 |
| 2   | Italie    | 3                             | 1                                 | 2                                  | 6 |
| 3   | Suisse    | 1                             | 1                                 |                                    | 2 |
| 4   | Pays-Bas  | 1                             |                                   | 1                                  | 2 |
| 5   | Autriche  |                               | 1                                 |                                    | 1 |
| 5   | Danemark  |                               | 1                                 |                                    | 1 |
| 5   | Slovaquie |                               | 1                                 |                                    | 1 |
| 8   | Australie |                               |                                   | 3                                  | 3 |
| 9   | Espagne   |                               |                                   | 1                                  | 1 |
| 9   | France    |                               |                                   | 1                                  | 1 |